# Sonya Thomas
Sonya Thomas (født Lee Sun-kyung 26. juli 1967), også kendt under sit alias The Black Widow (Den sorte enke), er en sydkoreanskfødt amerikansk topkonkurrencespiser fra Alexandria (Virginia). Thomas kom med i International Federation of Competitive Eating i 2003 og steg ret hurtigt på ranglisterne ved blandt andet at slå Ed "Cookie" Jarvis og Eric Booker. Thomas, der blot vejer 44,5 kg, er nu den fjerdebedste konkurrencespiser i USA. Hendes alias, "The Black Widow", refererer til hendes evne til jævnligt at besejre mænd på fire-fem gange hendes størrelse. Hendes mave er kun en anelse større end normalt, men til gengæld er hendes spinkle bygning måske hendes største fortrin, idet hendes mave dermed kan udvide sig hurtigere, da den ikke er omgivet af den fedtbræmme, som de fleste konkurrencespisere normalt har. Hun er indehaver af rekorden i over 25 spisekonkurrencer, og hun har sat flere verdensrekorder.
Den 4. juli 2005 spiste hun 37 hotdogs på 12 minutter ved Nathan's Hot Dog Eating Contest, hvilket var verdensrekord for kvinder samt amerikansk rekord for begge køn - hun blev samlet toer i konkurrencen. Da denne konkurrence i 2011 blev opdelt efter køn, vandt Thomas kvindernes konkurrence med 40 hotdogs, hvilket hun overgik året efter med 46 hotdogs. Hun er samtlige år herefter kommet i top-tre for kvinder.
Blandt de andre spisekonkurrencer, Sonya Thomas især har dyrket, er chicken wings, hvor hun i 2011 spiste 183 på 12 minutter, østers med 47 dusin på otte minutter i 2012, hårdkogte æg, tacoer, kalkun og frugtkager.